# Mastixia arborea
Mastixia arborea är en kornellväxtart. Mastixia arborea ingår i släktet Mastixia och familjen kornellväxter.
Arten förekommer i bergstrakten Västra Ghats i södra Indien (delstaterna Tamil Nadu, Kerala och Karnataka) samt glest fördelad i Sri Lanka.
IUCN listar Mastixia arborea som livskraftig (LC).

## Underarter
Arten delas in i följande underarter:
- M. a. arborea
- M. a. macrophylla
- M. a. meziana

## Bildgalleri

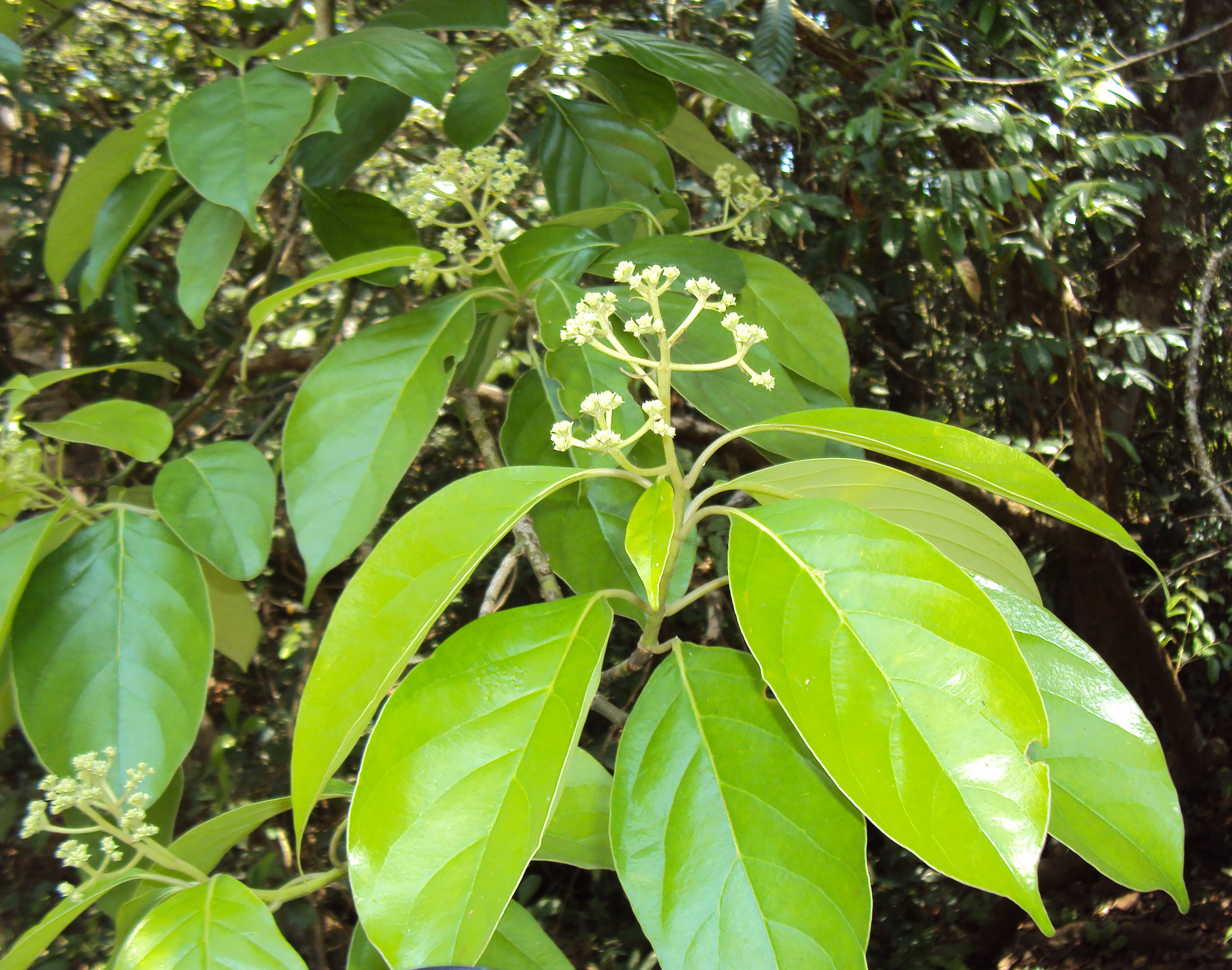
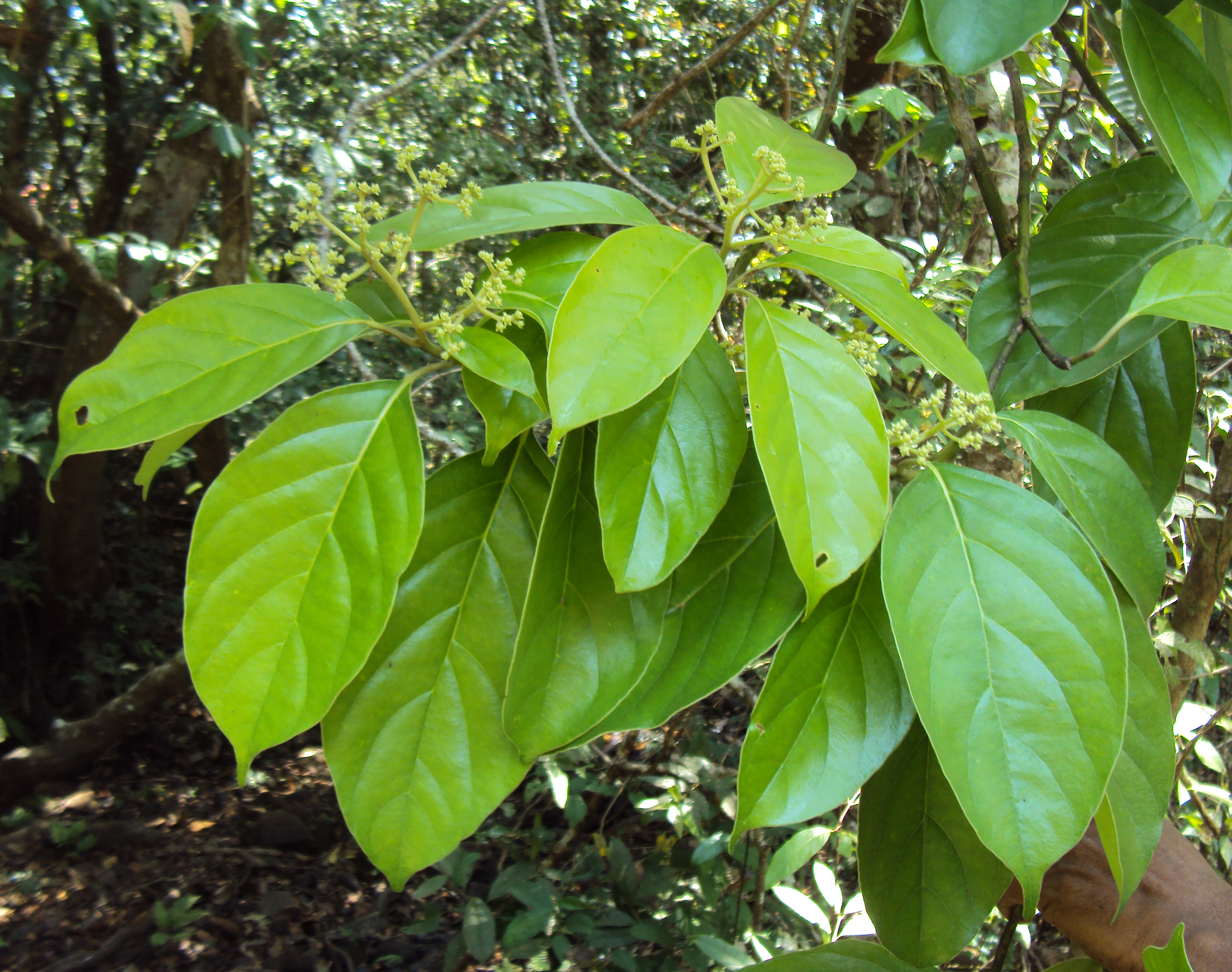
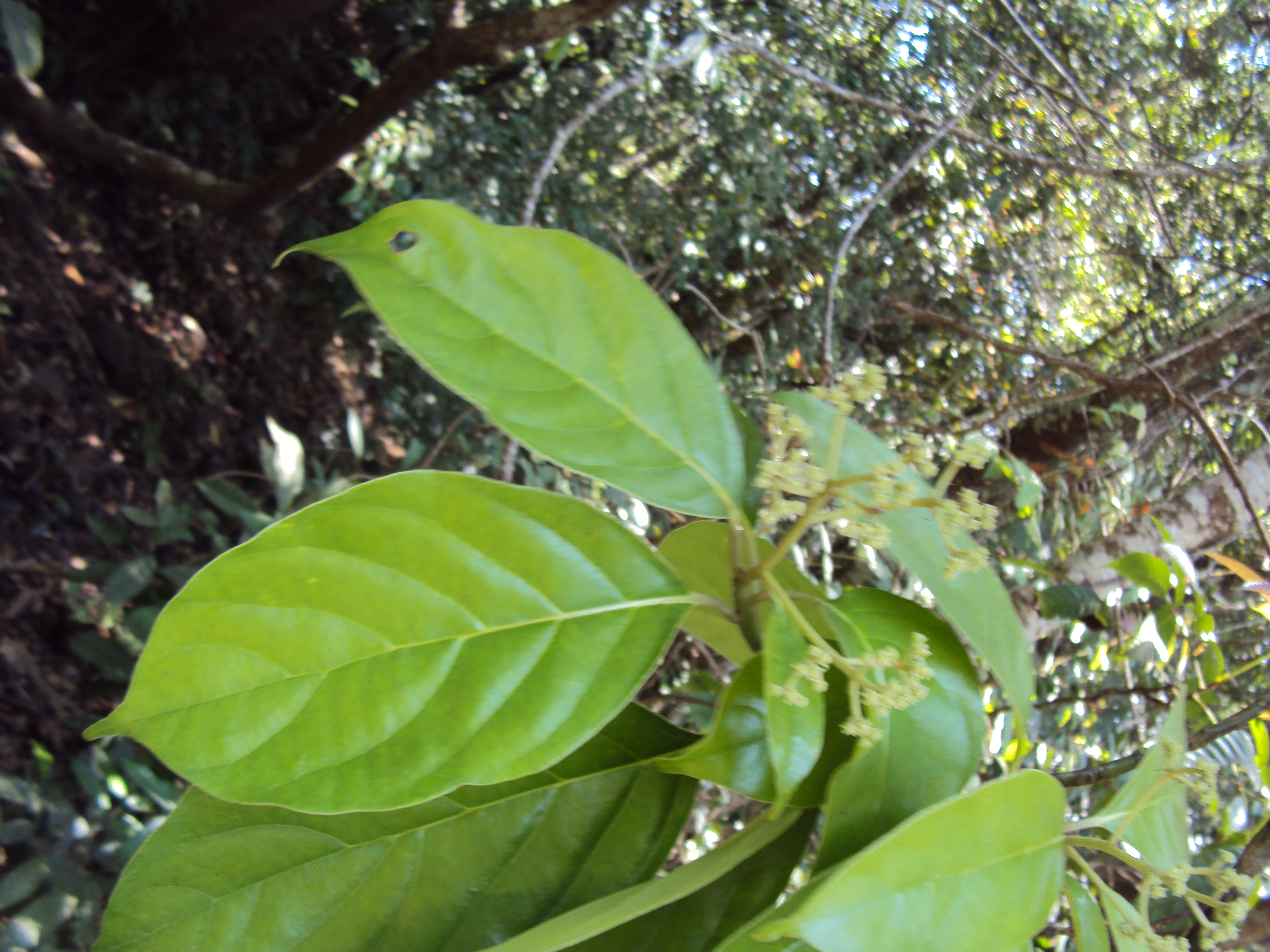
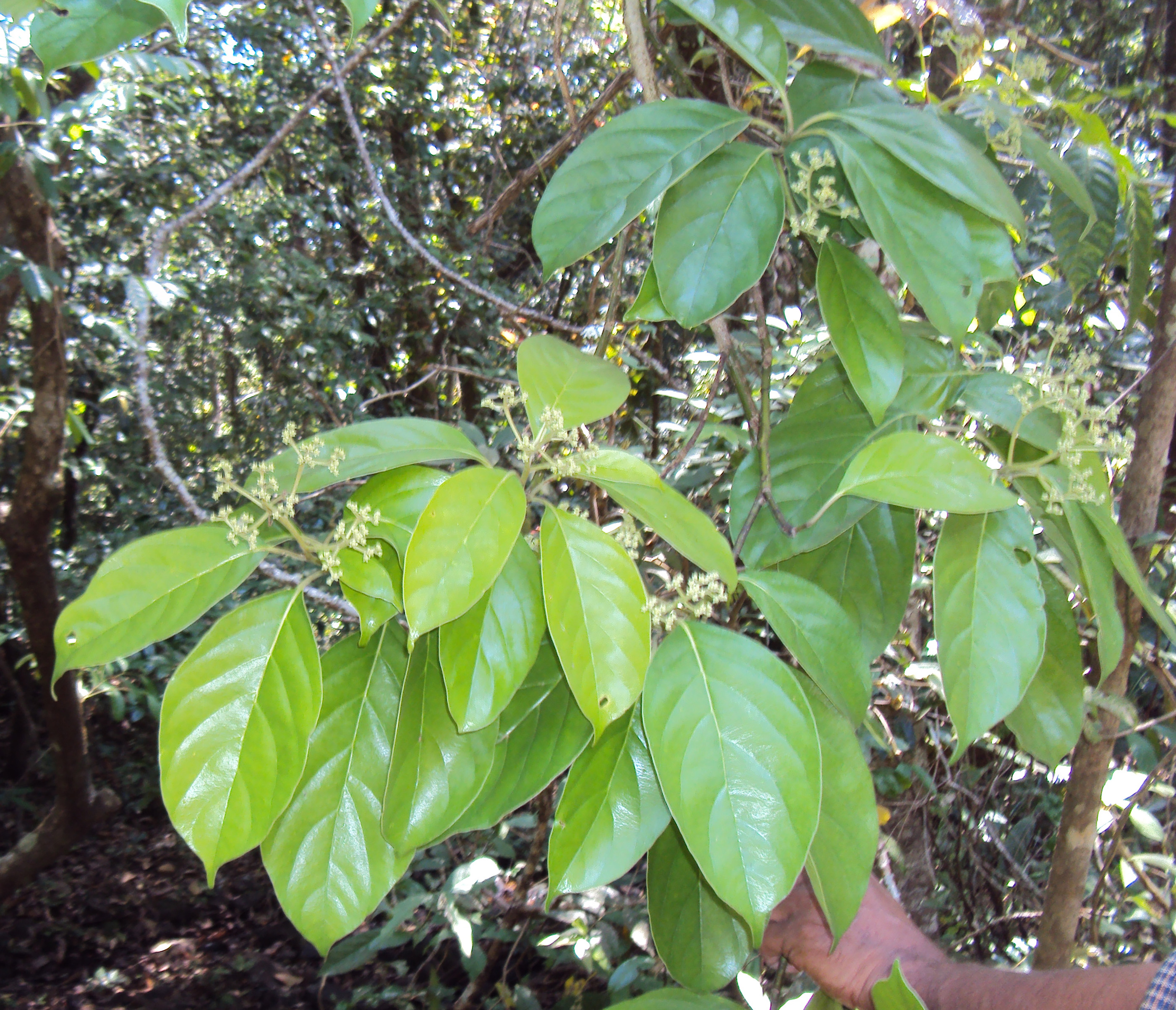
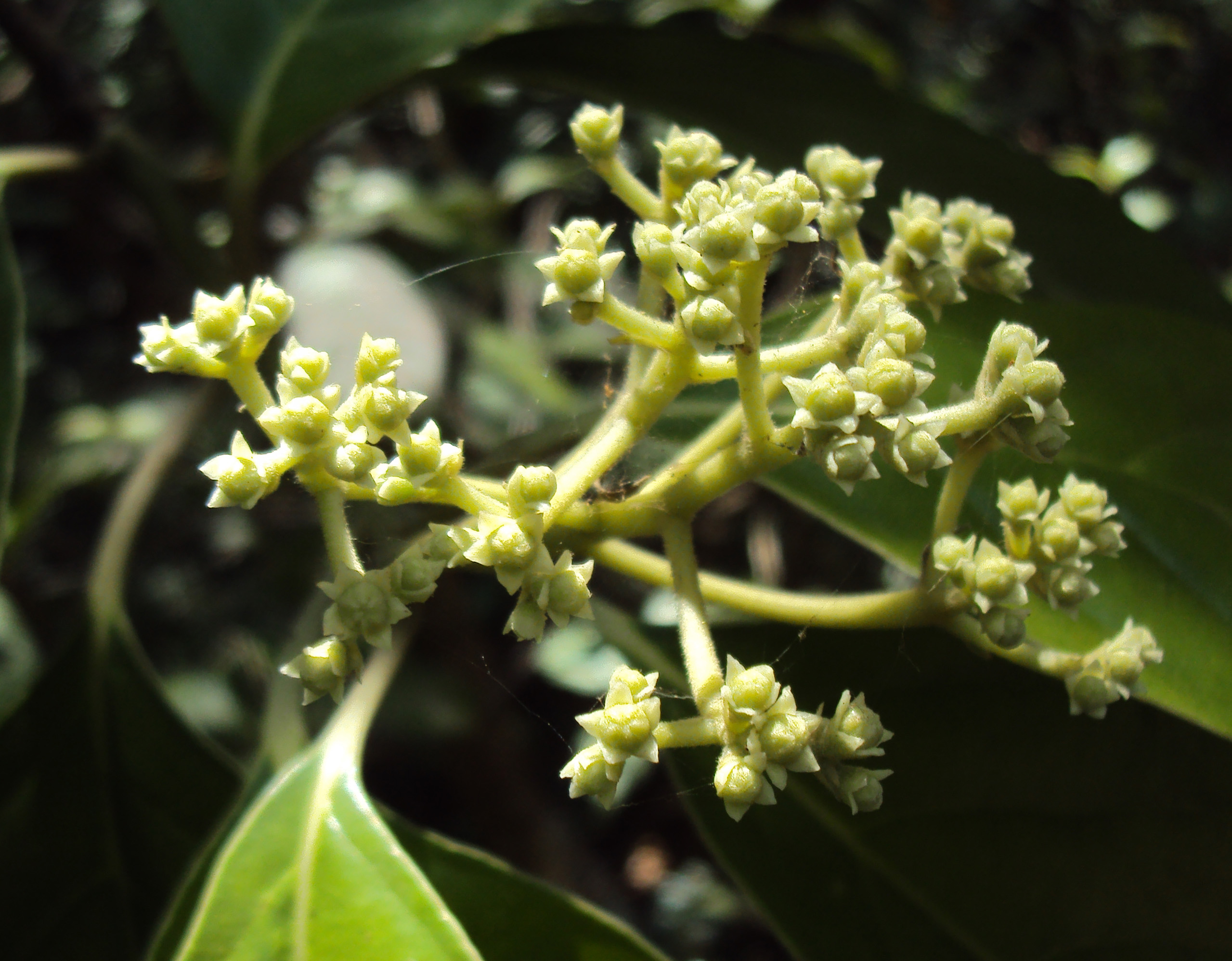
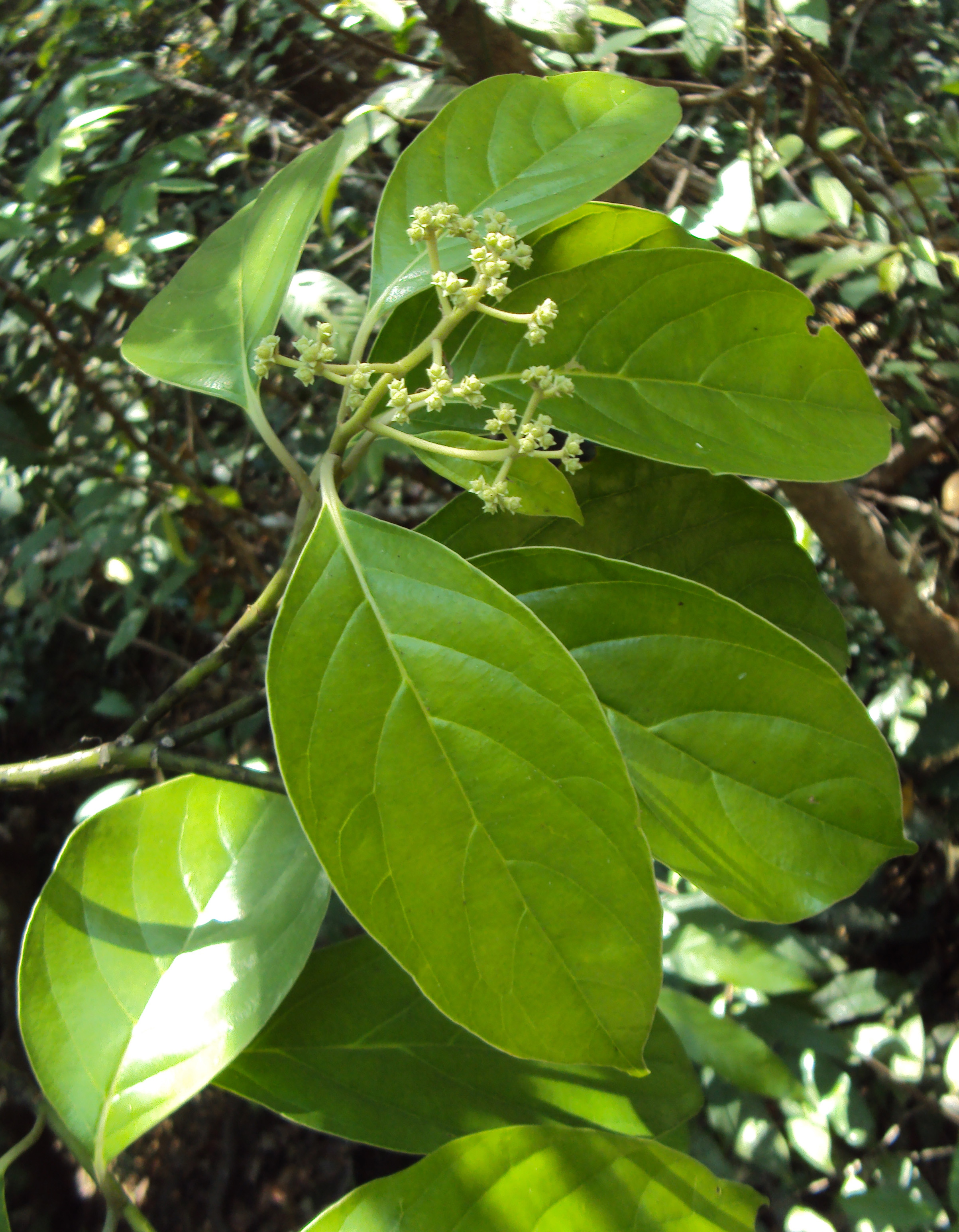